# Torremediana
Torremediana es una localidad española perteneciente al municipio soriano de Frechilla de Almazán, en la comunidad autónoma de Castilla y León.

## Geografía
La localidad, ubicada en la comarca de Almazán, pertenece al partido judicial de Almazán.

## Historia
A la caída del Antiguo Régimen la localidad se constituye en municipio constitucional en la región de Castilla la Vieja, partido de Almazán, que en el censo de 1842 contaba con 16 hogares y 60 vecinos, para posteriormente integrarse en Frechilla de Almazán.
La localidad aparece descrita en el decimoquinto volumen del Diccionario geográfico-estadístico-histórico de España y sus posesiones de Ultramar de Pascual Madoz de la siguiente manera:

TORREMEDIANA: l. con ayunt. en la prov. de Soria (7 1/2 leg.), part. jud. de Almazan (1 1/2), aud. terr. y c. g. de Burgos (28), dióc. de Sigüenza (6 1/2). sit. en llano cerca de la sierra de Ontalbilla; goza de buena ventilacion y saludable clima. Tiene 30 casas; la consistorial; escuela de instruccion primaria, frecuentada por 8 alumnos; una igl. parr. (la Exaltacion de la Sta. Cruz) aneja de la de Centenera del Campo. térm.: confina con los de Frechilla, La Miñosa, Centenera, Sauquillo, Ontalbilla y Valluncar. El terreno, llano en su mayor parte, es de buena calidad. caminos: los locales. correo: se recibe y despacha en la cab. de part. prod.: trigo, centeno, cebada, avena, legumbres y pastos, con los que se mantiene ganado lanar y vacuno; hay caza de conejos y liebres. ind.: la agrícola y un telar de lienzos ordinarios. pobl.: 16 vec., 60 alm. cap. imp.: 14,722 r. 30 maravedises.
(Madoz, 1849, p. 93)

## Demografía
En el año 1981 contaba con 29 habitantes, concentrados en el núcleo principal, pasando a 12 en 2010, 6 varones y 6 mujeres.
| Gráfica de evolución demográfica de Torremediana entre 2000 y 2010                               |
|                                                                                                  |
| Población de derecho (2000-2010) según los censos de población del INE a 1 de enero de cada año. |